# Brandstofpomp (motortechniek)

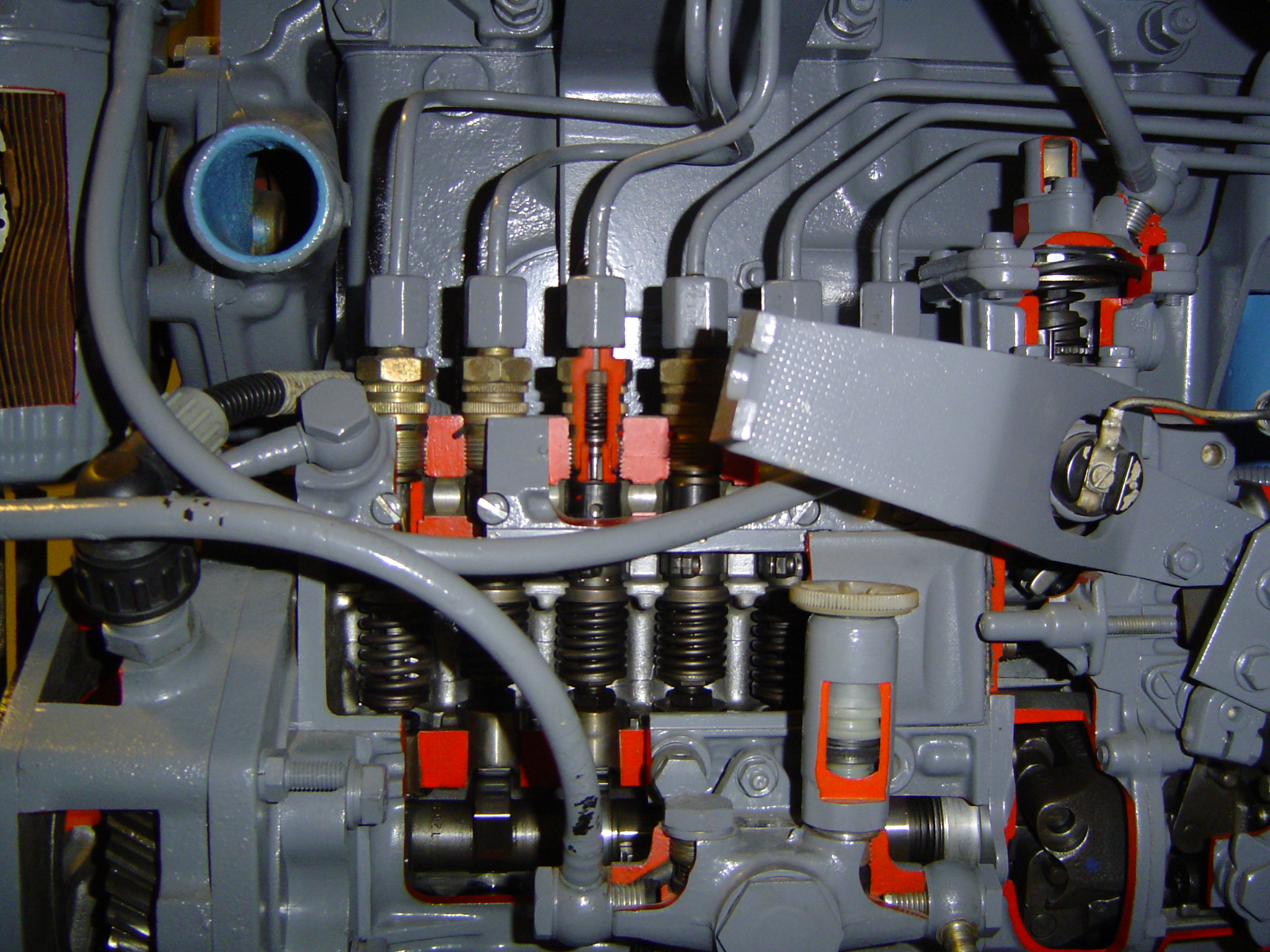
(Opengewerkte) brandstofinspuitpomp van een vrachtauto met de eigen nokkenas en boven op de hogedrukleidingen die naar de verstuivers leiden. Helemaal onderaan is de brandstofopvoerpomp (voor het transport van de tank naar de motor) zichtbaar, met de handbediening die wordt gebruikt voor het ontluchten van het systeem.

De brandstofpomp is dat deel van een verbrandingsmotor waarin de brandstof (benzine, waterstof of diesel) op een vooraf ingestelde druk gebracht wordt bij motoren met directe of indirecte inspuiting. Hierbij wordt onderscheid gemaakt tussen lagedruk- en hogedrukbrandstofpompen. De lagedrukbrandstofpompen worden gebruikt om de brandstof vanuit de brandstoftank te transporteren terwijl de hogedrukbrandstofpompen zich dicht bij de motor bevinden om de injectoren de gewenste druk te geven.

## Dieselmotor
De hogedrukbrandstofpomp zuigt aan uit het lagedruksysteem en voert de druk op naar 1000 tot 2000 bar (Common-rail) en bij een conventionele lijnpomp is de inspuitdruk 250 tot 400 bar. Op de pomp zijn de inspuitleidingen aangesloten, die naar de inspuitstukken of verstuivers voeren. Bij een bepaalde druk licht de verstuivernaald en verstuift de brandstof in de cilinder. Hoe hoger de druk, hoe kleiner de brandstofdruppels zijn en hoe sneller de verbranding verloopt. De brandstofpomp wordt aangedreven door de nokkenas, terwijl de opbrengstregeling door de regulateur wordt aangestuurd. Deze opbrengstregeling kan een begin- of eindregeling zijn, of een combinatie daarvan. Bij een beginregeling wordt het vermogen aangepast door de aanvang van de injectie te variëren en ligt het einde vast, terwijl dit bij de eindregeling andersom is. Bij de gecombineerde regeling kan de gehele inspuitduur aangepast worden aan de over het belastingsgebied variërende inspuituitstel. Dit is het tijdsverloop tussen het begin van de effectieve pompslag en het openen van de verstuivernaald. Het inspuituitstel verloopt weliswaar niet in tijd, maar wel in afgelegde krukgraden bij variërende rotatiesnelheden.
Pompen van grotere dieselmotoren zijn plunjerregelend of klepregelend. Bij kleinere motoren worden verdelerpompen en pompverstuivers gebruikt. Bij common-rail vervalt de aandrijving door middel van nokkenas. Bij dit systeem kan het inspuitmoment en de inspuitduur veel meer aangepast worden aan de belasting.